# Puysségur
Puysségur is een gemeente in het Franse departement Haute-Garonne (regio Occitanie) en telt 119 inwoners (2009). De plaats maakt deel uit van het arrondissement Toulouse.

## Geografie
De oppervlakte van Puysségur bedraagt 5,4 km², de bevolkingsdichtheid is dus 22 inwoners per km².
De onderstaande kaart toont de ligging van Puysségur met de belangrijkste infrastructuur en aangrenzende gemeenten.

## Demografie
Onderstaande figuur toont het verloop van het inwonertal (bron: INSEE-tellingen).